# Узакла
Узакла — река в России, протекает в Новосибирской области. Устье реки находится в 644 км по правому берегу реки Оми. Длина реки — 120 км, площадь её водосборного бассейна — 2090 км².

## Данные водного реестра
По данным государственного водного реестра России относится к Иртышскому бассейновому округу, водохозяйственный участок реки — Омь, речной подбассейн реки — Омь. Речной бассейн реки — Иртыш.